# ژانگ لیانگ (قایقران روئینگ)
ژانگ لیانگ (انگلیسی: Zhang Liang؛ زادهٔ ۱۴ ژانویهٔ ۱۹۸۷) قایقران روئینگ اهل چین است.
وی در مسابقات کشوری و بین‌المللی در مجموع برندهٔ ۴ مدال طلا، ۱ مدال برنز شده‌است.